# Inocybe erubescens
Espèce
Inocybe erubescens (aussi décrit sous le nom d'Inocybe patouillardii), appelé Inocybe de Patouillard est une espèce de champignons basidiomycètes du genre Inocybe extrêmement toxique contenant de la muscarine.

## Taxinomie
Inocybe erubescens est décrit d'abord en 1904 par Axel Gudbrand Blytt (publication en 1905) et indépendamment en 1905 par le mycologue italien Giacopo Bresàdola sous le nom d'Inocybe patouillardii.

## Description du sporophore
Son chapeau, de 3 à 7 cm, est conique et campanulé, mamelonné, à marge irrégulière souvent fendillée, radialement fibrilleux, de couleur allant du blanc au jaune paille voire au brun vermillon.  Ses lames sont libres et serrées, de couleur d'abord blanche puis devenant ocre, se tachant de rouge vermillon. Il n'a pas d'anneau. Son pied est cylindrique et strié, généralement profondément enterré, blanc, se tachant également de rouge vermillon. 

### Sous le nom d'Inocybe erubescens
- (en) Index Fungorum : Inocybe erubescens A. Blytt 1905
- (en) Catalogue of Life : Inocybe erubescens A. Blytt 1905
- (en) NCBI : Inocybe erubescens (taxons inclus)

### Sous le nom d'Inocybe patouillardii
- (en) Index Fungorum : Inocybe patouillardii Bres. 1905
- (en) Catalogue of Life : Inocybe patouillardii Bres. 1905 Non Valide
- (en) NCBI : Inocybe patouillardii (taxons inclus)